# Liste d'abréviations en mathématiques
Ne pas confondre avec la table des symboles mathématiques, dont les symboles littéraux, ou avec la liste des opérateurs littéraux en mathématiques.
En mathématiques, certaines abréviations sont couramment employées pour du texte. Il peut s'agir d'un sigle (souvent en lettres capitales), d'une apocope du langage oral ou encore d'un raccourci d'écriture (terminé par un point pour une abréviation réduite aux premières lettres d'un mot).
- Haut – A
- B
- C
- D
- E
- F
- G
- H
- I
- J
- K
- L
- M
- N
- O
- P
- Q
- R
- S
- T
- U
- V
- W
- X
- Y
- Z

## A
abs.absolu
ACaxiome du choix
ass., assoc.associatif

## B
BONbase orthonormale
BONDbase orthonormale directe
BWBolzano Weierstrass

## C
CNcondition nécessaire
convergence normale
CNCcondition nécessaire de convergence
CNScondition nécessaire et suffisante
comm.commutatif
CQFDce qu'il fallait démontrer
CSCauchy-Schwarz Inégalité de Cauchy-Schwarz
condition suffisante
convergence simple
csqconséquence
cst, csteconstant, constante
CVconverge, convergence, changement de variable
CVAConvergence absolue
CVDConvergence dominée
CVNconvergence normale
CVSconvergence simple
CVUconvergence uniforme

## D
démodémonstration
dfdimension finie
DLdéveloppement limité
DV : divergence[réf. nécessaire]
DVGdivergence grossière

## E
ECCeffectif cumulé croissant
EDL kéquation différentielle linéaire d'ordre k
EDL k ACCéquation différentielle linéaire d'ordre k à coefficients constants
EDOéquation différentielle ordinaire
EDPéquation aux dérivées partielles
eff.effectif
e. g.exempli gratia : « par exemple »
équa difféquation différentielle
eqnéquation
eqvéquivalence
EVespace vectoriel
EvdfEspace vectoriel de dimension finie
EVNespace vectoriel normé

## F
FIforme indéterminée
fqfréquence

## G
gpgroupe

## I
i. e.id est (équivalent de « c'est-à-dire »)
IID(variables aléatoires) indépendamment et identiquement distribués
IPPintégration par parties

## L
LCIloi de composition interne
LGNloi des grands nombres

## M
MqMontrons que
moy.moyenne

## N
nb, nbrnombre

## P
PGCDplus grand commun diviseur
pppresque partout
PPCMplus petit commun multiple
prop.proposition
propriété
PSproduit scalaire
presque sûrement
ptpour tout

## Q
QEDquod erat demonstrandum (équivalent de CQFD)

## R
resp.respectivement
RON
repère orthonormé
ROND
repère orthonormé direct

## S
SEVsous-espace vectoriel
supp.supposons (que)
sol.solution
SPGsans perte de généralité
ssisi et seulement si

## T
TAFthéorème des accroissements finis
TCLthéorème central limite
th, thmthéorème
tqtel que
TVIthéorème des valeurs intermédiaires

## V
VAvaleur absolue
variable aléatoire
VADvariable aléatoire discrète
VARvariable aléatoire réelle

## Z
ZF, ZFCthéorie de Zermelo-Fraenkel (sans ou avec l'axiome du choix)